# Walter Halbritter

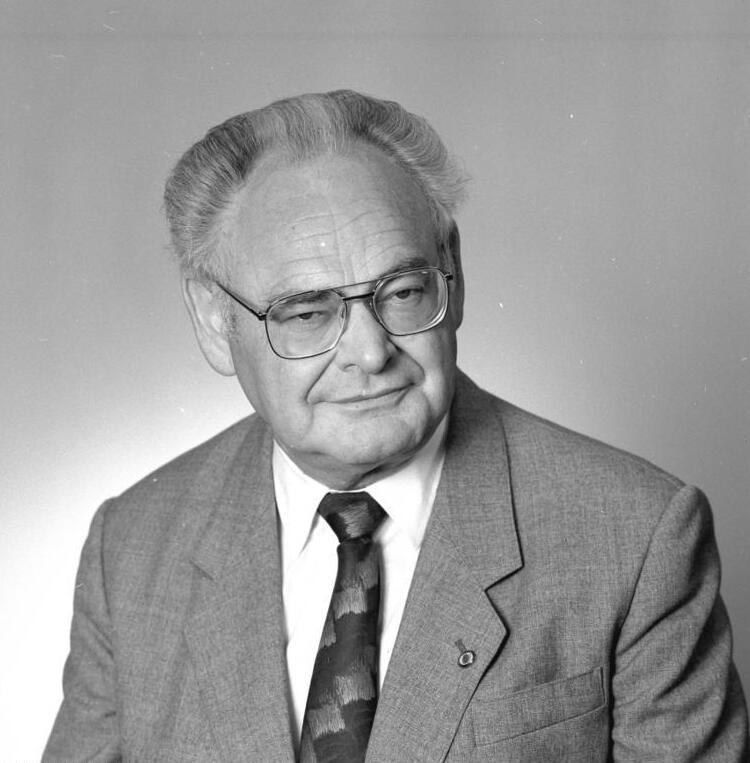
Walter Halbritter (1989)

Walter Halbritter (* 17. November 1927 in Hoym; † 11. April 2003) war ein deutscher Politiker (SED) und langjähriger Leiter des Amtes für Preise der DDR im Ministerrang. Von 1967 bis 1973  gehörte er als Kandidat dem Politbüro des ZK der SED an.

## Leben
Der Sohn einer Landarbeiterfamilie besuchte von 1934 bis 1942 die Volksschule und  wurde von 1942 bis 1944 zum Verwaltungsangestellten ausgebildet. 1944 wurde er zur Wehrmacht eingezogen, von Mai bis Dezember 1945 befand er sich in britischer Kriegsgefangenschaft.
Nach seiner Rückkehr arbeitete er als Landarbeiter, wurde 1946 Mitglied der SED und 1948 der FDJ. Er arbeitete bis 1951 bei der Kreisverwaltung Ballenstedt und nach einem Studium an der Deutschen Verwaltungsakademie in Forst Zinna von 1951 bis 1954 als Abteilungsleiter in der Hauptabteilung Staatshaushalt beim DDR-Finanzministerium. Von 1952 bis 1957 absolvierte er ein Fernstudium an der Humboldt-Universität und der Hochschule für Ökonomie Berlin mit dem Abschluss als Diplomwirtschaftler. Seit 1954 war er Mitarbeiter im Zentralkomitee der SED, zuletzt von 1960 bis 1961 als stellvertretender Leiter der Abteilung Planung, Finanzen und technische Entwicklung.
Von 1961 bis 1963 war er stellvertretender Finanzminister, bis 1965 stellvertretender Vorsitzender der Staatlichen Plankommission und Vorsitzender des Komitees für Arbeit und Löhne. Von Dezember 1965 bis November 1989 war er Minister und Leiter des Amtes für Preise beim Ministerrat der DDR.

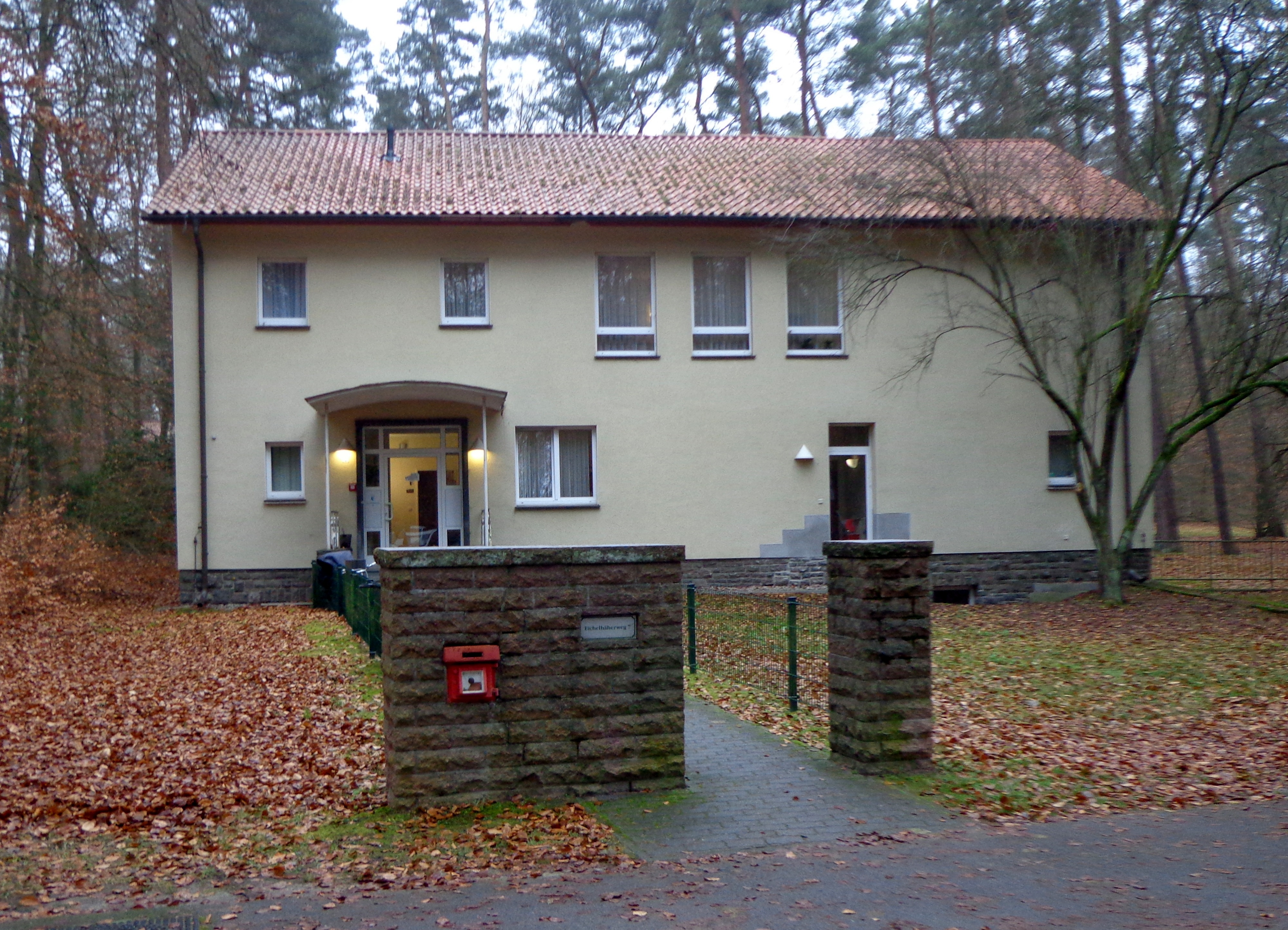
Waldsiedlung Wandlitz, das einst von Halbritter, Karl Mewis und Inge Lange bewohnte „Haus 20“

Von April 1967 bis 1989 war er Mitglied des ZK und von 1967 bis Oktober 1973 Kandidat des Politbüros des Zentralkomitees der SED. Außerdem war er von November 1967 bis 1989 Mitglied des Präsidiums des Ministerrates und von 1967 bis 1990 Abgeordneter der Volkskammer.
Von Dezember 1989 bis Februar 1990 war er als Staatssekretär Beauftragter des Ministerpräsidenten Hans Modrow für die Vorbereitung der Gespräche am Zentralen Runden Tisch sowie Verbindungsmann zum Amt für Nationale Sicherheit und zum MfS-Auflösungskomitee.
Walter Halbritter wurde auf dem Friedhof in Seelow beigesetzt.

## Auszeichnungen
- 1963 und 1969 Orden Banner der Arbeit
- 1967 Ehrennadel der Gesellschaft für Deutsch-Sowjetische Freundschaft in Gold
- 1970 sowjetische Lenin-Erinnerungsmedaille
- 1977 Vaterländischer Verdienstorden
- 1984 Kampforden „Für Verdienste um Volk und Vaterland“
- 1987 Ehrenspange zum Vaterländischen Verdienstorden in Gold